# Campeonato Mundial de Baloncesto Femenino Sub-19 de 2011
El IX Campeonato Mundial de Baloncesto Femenino Sub-19 se realizó en Puerto Montt y Puerto Varas, Chile, entre el 21 y el 31 de julio de 2011. El campeonato contó con la participación de 15 selecciones nacionales de baloncesto sub-19.

## Clasificados
| Competición                                      | Fecha                             | Sede             | Plazas | Equipos clasificados                  |
| ------------------------------------------------ | --------------------------------- | ---------------- | ------ | ------------------------------------- |
| País anfitrión                                   | 19 de abril de 2010               | —                | 1      | Chile                                 |
| Campeonato Mundial Sub-17 de 2010                | 16–25 de julio de 2010            | Rodez y Toulouse | 1      | Estados Unidos                        |
| Campeonato FIBA Américas Femenino Sub-18 de 2010 | 23–27 de junio de 2010            | Colorado Springs | 3      | Brasil Canadá Argentina               |
| Campeonato FIBA Europa Femenino Sub-18 de 2010   | 29 de julio – 8 de agosto de 2010 | Poprad           | 5      | Italia España Francia Eslovenia Rusia |
| Campeonato FIBA África Femenino Sub-18 de 2010   | 29 de julio – 6 de agosto de 2010 | El Cairo         | 2      | Egipto Nigeria                        |
| Campeonato FIBA Asia Femenino Sub-18 de 2010     | 23 – 30 de junio de 2010          | Surat Thani      | 3      | China Japón China Taipéi              |
| Campeonato FIBA Oceanía Femenino Sub-18 de 2010  | 17–19 de septiembre de 2010       | Palmerston North | 1      | Australia                             |
| Total                                            | Total                             | Total            | 16     | 16                                    |

## Organización

### Sedes
| Puerto Montt Puerto Varas       |
| Puerto Montt                    |
| Arena Puerto Montt              |
| Capacidad: 7 500                |
|                                 |
| Puerto Varas                    |
| Gimnasio Municipal Puerto Varas |
| Capacidad: 1 200                |
|                                 |

### Sorteo de grupos
El sorteo tuvo lugar el 18 de marzo de 2011 en Puerto Montt, Chile. Los grupos quedaron distribuidos de la siguiente forma:
| Grupo A                    | Grupo B                              | Grupo C                             | Grupo D                              |
| -------------------------- | ------------------------------------ | ----------------------------------- | ------------------------------------ |
| Canadá China Egipto Italia | Argentina Estados Unidos Japón Rusia | Australia Chile (H) Francia Nigeria | Brasil China Taipéi Eslovenia España |

### Formato
Fase de grupos
En esta primera fase, los 16 países se dividieron en 4 grupos de 4 equipos cada 1. Se enfrontaron todos contra todos a partido único, y los 3 mejores equipos de cada grupo pasaron a la segunda fase. El peor equipo de cada grupo pasó al cuadro de clasificación del 13.º al 16.º lugar. 
Segunda fase
En esta segunda fase, los equipos se dividieron en dos grupos: el grupo E, con los tres equipos de los grupos A y B; y el grupo F, con los tres equipos de los grupos C y D. Los resultados de la fase de grupos, tanto victorias/derrotas como los puntos, se arrastraron a esta fase.
En estes grupos, de 6 equipos cada uno, los 4 mejores equipos pasaron a cuartos de final, mientras que los últimos 2 equipos pasaron a jugar por los puestos del 9.º al 12.º.
Fase final
Esta fase constó de los cuartos de final, donde los equipos ganadores avanzaron a semifinales, y los equipos perdedores pasaron a jugar por los puestos del 5.º al 8.º; las semifinales; el partido por la medalla de bronce; y la final.

## Fase de grupos
Todos los horarios corresponden al huso horario local (GMT-4).

### Grupo A
| Pos. | Equipo | PJ | G | P | PF  | PC  | DP  | Pts | Clasificación  |
| ---- | ------ | -- | - | - | --- | --- | --- | --- | -------------- |
| 1    | Canadá | 3  | 3 | 0 | 250 | 154 | +96 | 6   | Segunda fase   |
| 2    | Italia | 3  | 2 | 1 | 195 | 195 | 0   | 5   | Segunda fase   |
| 3    | China  | 3  | 1 | 2 | 206 | 213 | −7  | 4   | Segunda fase   |
| 4    | Egipto | 3  | 0 | 3 | 177 | 266 | −89 | 3   | Cuadro 13º-16º |

 Fuente: FIBA
Jornada 1
| 21 de julio | Canadá                                                 | 76–49                                | China                                | Puerto Montt                                                                                  |  |
| 11:15       | Parciales: 23-6, 18-10, 24-19, 11-14                   | Parciales: 23-6, 18-10, 24-19, 11-14 | Parciales: 23-6, 18-10, 24-19, 11-14 |                                                                                               |  |
|             | Estadísticas Fields 22 Fields 9 Williams, M. Plouffe 2 | Reporte Pts Reb Asts                 | Estadísticas 12 Liang 6 Yu 4 Yang L. | Pabellón: Arena Puerto Montt Árbitros: Tomas Jasevičius Carole Delauné Fabricio Leonardo Vito |  |

| 21 de julio | Italia                                     | 74–56                                | Egipto                                 | Puerto Montt                                                                                 |  |
| 20:15       | Parciales: 26-9, 14-14, 19-21, 15-12       | Parciales: 26-9, 14-14, 19-21, 15-12 | Parciales: 26-9, 14-14, 19-21, 15-12   |                                                                                              |  |
|             | Estadísticas Dotto 15 Diene 10 Carangelo 4 | Reporte Pts Reb Asts                 | Estadísticas 22 Amer 11 Amer 3 Massoud | Pabellón: Arena Puerto Montt Árbitros: Rüstü Nuran Gillian Lesli Ann Martindale Shoko Suguro |  |

Jornada 2
| 22 de julio | China                                | 64–70                                | Italia                                                   | Puerto Montt                                                                                             |  |
| 11:15       | Parciales: 9-14, 21-18, 18-16, 16-22 | Parciales: 9-14, 21-18, 18-16, 16-22 | Parciales: 9-14, 21-18, 18-16, 16-22                     | |  |
|             | Estadísticas Sun 18 Sun 9 Yang X. 4  | Reporte Pts Reb Asts                 | Estadísticas 19 Carangelo 6 Masoni 2 Maffenini, Cigliani | Pabellón: Arena Puerto Montt Árbitros: Juan Carlos García González Elena Chernova José Quiñones González |  |

| 22 de julio | Egipto                                            | 54–99                                | Canadá                                      | Puerto Montt                                                                                                 |  |
| 18:00       | Parciales: 5-28, 14-25, 19-22, 16-24              | Parciales: 5-28, 14-25, 19-22, 16-24 | Parciales: 5-28, 14-25, 19-22, 16-24        | |  |
|             | Estadísticas Amer 14 Massoud 7 cuatro jugadoras 1 | Reporte Pts Reb Asts                 | Estadísticas 19 Fields 5 Young 3 Lee, Lukan | Pabellón: Arena Puerto Montt Árbitros: Patricio Enrique Menares Vasquez Ndeye Aissatou Diagne Atanu Banerjee |  |

Jornada 3
| 23 de julio | Italia                                                     | 51–75                                 | Canadá                                        | Puerto Varas                                                                                     |  |
| 18:00       | Parciales: 10-19, 15-18, 12-12, 14-26                      | Parciales: 10-19, 15-18, 12-12, 14-26 | Parciales: 10-19, 15-18, 12-12, 14-26         |                                                                                                  |  |
|             | Estadísticas Dotto 9 Dotto, Carangelo 4 Dotto, Carangelo 3 | Reporte Pts Reb Asts                  | Estadísticas 19 Fields 9 Agunbiade 5 Williams | Pabellón: Gimnasio Municipal Puerto Varas Árbitros: Srdan Dozai Matthew John Beattie Rüstü Nuran |  |

| 23 de julio | China                                       | 93–67                                | Egipto                                              | Puerto Varas |  |
| 20:15       | Parciales: 28-14, 20-7, 23-24, 22-22        | Parciales: 28-14, 20-7, 23-24, 22-22 | Parciales: 28-14, 20-7, 23-24, 22-22                | |  |
|             | Estadísticas Yang X. 19 Yang X. 8 Yang X. 4 | Reporte Pts Reb Asts                 | Estadísticas 14 El-Shaarawy 9 El-Shaarawy 3 Massoud | Pabellón: Gimnasio Municipal Puerto Varas Árbitros: Meadow Overstreet Grzegorz Ziemblicki Yuliet Méndez Álvarez |  |

### Grupo B
| Pos. | Equipo         | PJ | G | P | PF  | PC  | DP  | Pts | Clasificación  |
| ---- | -------------- | -- | - | - | --- | --- | --- | --- | -------------- |
| 1    | Estados Unidos | 3  | 3 | 0 | 244 | 165 | +79 | 6   | Segunda fase   |
| 2    | Japón          | 3  | 2 | 1 | 243 | 220 | +23 | 5   | Segunda fase   |
| 3    | Rusia          | 3  | 1 | 2 | 187 | 217 | −30 | 4   | Segunda fase   |
| 4    | Argentina      | 3  | 0 | 3 | 171 | 243 | −72 | 3   | Cuadro 13º-16º |

 Fuente: FIBA
Jornada 1
| 21 de julio | Estados Unidos                                  | 85–63                                 | Japón                                                           | Puerto Montt                                                                               |  |
| 13:30       | Parciales: 25-17, 23-14, 16-20, 21-12           | Parciales: 25-17, 23-14, 16-20, 21-12 | Parciales: 25-17, 23-14, 16-20, 21-12                           |                                                                                            |  |
|             | Estadísticas Hartley 18 Stewart 13 Massengale 5 | Reporte Pts Reb Asts                  | Estadísticas 20 Motokawa 6 Motokawa, Watanabe, Machida 3 Takada | Pabellón: Arena Puerto Montt Árbitros: Roberto Chiari Atanu Banerjee Ndeye Aissatou Diagne |  |

| 21 de julio | Argentina                                   | 51–70                               | Rusia                                              | Puerto Montt                                                                                      |  |
| 16:30       | Parciales: 7-14, 10-23, 23-9, 11-24         | Parciales: 7-14, 10-23, 23-9, 11-24 | Parciales: 7-14, 10-23, 23-9, 11-24                |                                                                                                   |  |
|             | Estadísticas Gretter 17 Cabrera 6 Gretter 3 | Reporte Pts Reb Asts                | Estadísticas 21 Poluyanova 10 Tikhonenko 4 Stolyar | Pabellón: Arena Puerto Montt Árbitros: Juan Carlos García González Yuliet Méndez Álvarez Duan Zhu |  |

Jornada 2
| 22 de julio | Rusia                                                                     | 53–76                                | Estados Unidos                                           | Puerto Montt                                                                           |  |
| 13:30       | Parciales: 7-18, 12-22, 13-25, 21-11                                      | Parciales: 7-18, 12-22, 13-25, 21-11 | Parciales: 7-18, 12-22, 13-25, 21-11                     |                                                                                        |  |
|             | Estadísticas Andreeva 15 Gumennaya 7 Fedorenkova, Pasynkova, Myasnikova 2 | Reporte Pts Reb Asts                 | Estadísticas 16 DeShields 10 Williams 2 cuatro jugadoras | Pabellón: Arena Puerto Montt Árbitros: Srdan Dozai Matthew John Beattie Carole Delauné |  |

| 22 de julio | Japón                                          | 90–71                                | Argentina                                    | Puerto Montt                                                                             |  |
| 16:30       | Parciales: 23-23, 20-3, 30-23, 17-22           | Parciales: 23-23, 20-3, 30-23, 17-22 | Parciales: 23-23, 20-3, 30-23, 17-22         |                                                                                          |  |
|             | Estadísticas Watanabe 33 Watanabe 11 Machida 6 | Reporte Pts Reb Asts                 | Estadísticas 12 Spiatta 11 Cabrera 4 Gretter | Pabellón: Arena Puerto Montt Árbitros: Tomas Jasevičius Jonathan Ernest Hunt Rüstü Nuran |  |

Jornada 3
| 23 de julio | Argentina                                 | 49–83                                 | Estados Unidos                               | Puerto Montt                                                                                 |  |
| 11:15       | Parciales: 11-26, 11-20, 11-21, 16-16     | Parciales: 11-26, 11-20, 11-21, 16-16 | Parciales: 11-26, 11-20, 11-21, 16-16        |                                                                                              |  |
|             | Estadísticas Díaz 14 Cabrera 11 Gretter 6 | Reporte Pts Reb Asts                  | Estadísticas 12 Stewart 10 Burdick 4 Hartley | Pabellón: Arena Puerto Montt Árbitros: Juan Carlos García González Kim Bo-Hui Heba El Hadidy |  |

| 23 de julio | Japón                                        | 90–64                                | Rusia                                             | Puerto Montt |  |
| 18:45       | Parciales: 24-19, 16-16, 29-23, 21-6         | Parciales: 24-19, 16-16, 29-23, 21-6 | Parciales: 24-19, 16-16, 29-23, 21-6              | |  |
|             | Estadísticas Katsura 22 Motokawa 9 Machida 5 | Reporte Pts Reb Asts                 | Estadísticas 15 Tikhonenko 8 Tikhonenko 4 Stolyar | Pabellón: Arena Puerto Montt Árbitros: José Quiñones Gonzáles Patricio Enrique Menares Vásquez Gillian Lesli Ann Martindale |  |

### Grupo C
| Pos. | Equipo    | PJ | G | P | PF  | PC  | DP  | Pts | Clasificación  |
| ---- | --------- | -- | - | - | --- | --- | --- | --- | -------------- |
| 1    | Australia | 3  | 3 | 0 | 164 | 91  | +73 | 6   | Segunda fase   |
| 2    | Francia   | 3  | 2 | 1 | 124 | 103 | +21 | 5   | Segunda fase   |
| 3    | Chile     | 3  | 1 | 2 | 102 | 136 | −34 | 4   | Segunda fase   |
| 4    | Nigeria   | 3  | 0 | 3 | 0   | 60  | −60 | 3   | Cuadro 13º-16º |

 Fuente: FIBA
Jornada 1
| 21 de julio | Australia | 20–0 | Nigeria | Puerto Varas                              |
| 09:00       |           |      |         |                                           |
|             |           |      |         | Pabellón: Gimnasio Municipal Puerto Varas |

| 21 de julio | Francia                                  | 59–36                              | Chile                                             | Puerto Montt                                                                                 |  |
| 18:45       | Parciales: 22-4, 8-10, 16-8, 13-14       | Parciales: 22-4, 8-10, 16-8, 13-14 | Parciales: 22-4, 8-10, 16-8, 13-14                |                                                                                              |  |
|             | Estadísticas Ayayi 15 Barba 8 Bouzenna 3 | Reporte Pts Reb Asts               | Estadísticas 13 Cousiño 7 Tapia 2 Mansilla, Tapia | Pabellón: Arena Puerto Montt Árbitros: Jonathan Ernest Hunt Elena Chernova Meadow Overstreet |  |

Jornada 2
| 22 de julio | Nigeria | 0–20 | Francia | Puerto Varas                              |
| 09:00       |         |      |         |                                           |
|             |         |      |         | Pabellón: Gimnasio Municipal Puerto Varas |

| 22 de julio | Chile                                      | 46–77                                | Australia                                         | Puerto Montt                                                                           |  |
| 18:45       | Parciales: 14-23, 8-12, 12-21, 12-21       | Parciales: 14-23, 8-12, 12-21, 12-21 | Parciales: 14-23, 8-12, 12-21, 12-21              |                                                                                        |  |
|             | Estadísticas Serrano 13 Rojas 6 Mansilla 3 | Reporte Pts Reb Asts                 | Estadísticas 20 Roberts 10 Tippett, Robert 4 Cole | Pabellón: Arena Puerto Montt Árbitros: Grzegorz Ziemblicki Shoko Suguro Heba El-Hadidy |  |

Jornada 3
| 23 de julio | Chile | 20–0 | Nigeria | Puerto Montt                 |
| 09:00       |       |      |         |                              |
|             |       |      |         | Pabellón: Arena Puerto Montt |

| 23 de julio | Australia                            | 67–45                                | Francia                                               | Puerto Montt                                                                    |  |
| 13:30       | Parciales: 17-10, 20-11, 19-15, 11-9 | Parciales: 17-10, 20-11, 19-15, 11-9 | Parciales: 17-10, 20-11, 19-15, 11-9                  |                                                                                 |  |
|             | Estadísticas Cole 18 Allen 10 Cole 9 | Reporte Pts Reb Asts                 | Estadísticas 13 Ayayi 5 Bouzenna, Grossemy 4 Bouzenna | Pabellón: Arena Puerto Montt Árbitros: Roberto Chiari Tomas Jasevičius Duan Zhu |  |

### Grupo D
| Pos. | Equipo       | PJ | G | P | PF  | PC  | DP  | Pts | Clasificación  |
| ---- | ------------ | -- | - | - | --- | --- | --- | --- | -------------- |
| 1    | Brasil       | 3  | 3 | 0 | 226 | 164 | +62 | 6   | Segunda fase   |
| 2    | España       | 3  | 2 | 1 | 216 | 176 | +40 | 5   | Segunda fase   |
| 3    | China Taipéi | 3  | 1 | 2 | 180 | 238 | −58 | 4   | Segunda fase   |
| 4    | Eslovenia    | 3  | 0 | 3 | 181 | 225 | −44 | 3   | Cuadro 13º-16º |

 Fuente: FIBA
Jornada 1
| 21 de julio | China Taipéi                                  | 83–73                                 | Eslovenia                                  | Puerto Varas |  |
| 18:00       | Parciales: 20-17, 18-12, 25-22, 20-22         | Parciales: 20-17, 18-12, 25-22, 20-22 | Parciales: 20-17, 18-12, 25-22, 20-22      | |  |
|             | Estadísticas Lin 17 Cheng 6 cinco jugadoras 1 | Reporte Pts Reb Asts                  | Estadísticas 23 Gortnar 14 Gortnar 3 Barič | Pabellón: Gimnasio Municipal Puerto Varas Árbitros: Grzegorz Ziemblicki Patricio Enrique Menares Vásquez Heba El Hadidy |  |

| 21 de julio | Brasil                                     | 71–64                                 | España                                | Puerto Montt                                                                                   |  |
| 21:00       | Parciales: 15-18, 20-15, 23-15, 13-16      | Parciales: 15-18, 20-15, 23-15, 13-16 | Parciales: 15-18, 20-15, 23-15, 13-16 |                                                                                                |  |
|             | Estadísticas Dantas 19 Dantas 13 Martins 3 | Reporte Pts Reb Asts                  | Estadísticas 16 Casas 9 Gil 2 Gil     | Pabellón: Arena Puerto Montt Árbitros: Srdan Dozai José Quiñones González Matthew John Beattie |  |

Jornada 2
| 22 de julio | España                                | 77–47                                 | China Taipéi                          | Puerto Varas |  |
| 20:15       | Parciales: 14-10, 12-13, 30-11, 21-13 | Parciales: 14-10, 12-13, 30-11, 21-13 | Parciales: 14-10, 12-13, 30-11, 21-13 | |  |
|             | Estadísticas Casas18 Ndour 14 Ortiz 4 | Reporte Pts Reb Asts                  | Estadísticas 12 Chang 4 Wang 2 Chang  | Pabellón: Gimnasio Municipal Puerto Varas Árbitros: Fabricio Leonardo Vito Kim Bo-Hui Gillian Lesli Ann Martindale |  |

| 22 de julio | Eslovenia                                          | 50–67                                | Brasil                                                    | Puerto Montt                                                                     |  |
| 21:00       | Parciales: 17-19, 6-13, 12-22, 15-13               | Parciales: 17-19, 6-13, 12-22, 15-13 | Parciales: 17-19, 6-13, 12-22, 15-13                      |                                                                                  |  |
|             | Estadísticas Gortnar 17 Jakovina 7 Barič, Rupnik 3 | Reporte Pts Reb Asts                 | Estadísticas 21 Dantas 11 Gonçalves 3 Martins, Carcavalli | Pabellón: Arena Puerto Montt Árbitros: Roberto Chiari Duan Zhu Meadow Overstreet |  |

Jornada 3
| 23 de julio | Eslovenia                                  | 58–75                                 | España                                           | Puerto Montt                                                                            |  |
| 16:30       | Parciales: 19-22, 12-16, 17-21, 10-16      | Parciales: 19-22, 12-16, 17-21, 10-16 | Parciales: 19-22, 12-16, 17-21, 10-16            |                                                                                         |  |
|             | Estadísticas Gortnar 21 Gortnar 9 Rupnik 2 | Reporte Pts Reb Asts                  | Estadísticas 20 Casas 8 Ortiz, Ndour 4 Zanoguera | Pabellón: Arena Puerto Montt Árbitros: Jonathan Ernest Hunt Shoko Suguro Atanu Banerjee |  |

| 23 de julio | Brasil                                   | 88–50                               | China Taipéi                                          | Puerto Montt                                                                               |  |
| 21:00       | Parciales: 18-9, 27-6, 17-19, 26-16      | Parciales: 18-9, 27-6, 17-19, 26-16 | Parciales: 18-9, 27-6, 17-19, 26-16                   |                                                                                            |  |
|             | Estadísticas Dantas 15 Dantas 9 Ramona 3 | Reporte Pts Reb Asts                | Estadísticas 12 Wei 4 Yang, Cheng, Huang 2 Lee, Cheng | Pabellón: Arena Puerto Montt Árbitros: Elena Chernova Carole Delauné Ndeye Aissatou Diagne |  |

## Segunda fase

### Grupo E
| Pos. | Equipo         | PJ | G | P | PF  | PC  | DP   | Pts | Clasificación    |
| ---- | -------------- | -- | - | - | --- | --- | ---- | --- | ---------------- |
| 1    | Canadá         | 6  | 6 | 0 | 448 | 316 | +132 | 12  | Cuartos de final |
| 2    | Estados Unidos | 6  | 5 | 1 | 470 | 366 | +104 | 11  | Cuartos de final |
| 3    | Japón          | 6  | 3 | 3 | 459 | 444 | +15  | 9   | Cuartos de final |
| 4    | Rusia          | 6  | 3 | 3 | 364 | 391 | −27  | 9   | Cuartos de final |
| 5    | Italia         | 6  | 2 | 4 | 379 | 448 | −69  | 8   | Cuadro 9º-12º    |
| 6    | China          | 6  | 2 | 4 | 423 | 417 | +6   | 8   | Cuadro 9º-12º    |

 Fuente: FIBA
Notas:
1. 1 2  (Grupo B) Japón 90-64 Rusia
2. 1 2  (Grupo A) China 64-70 Italia

Jornada 1
| 25 de julio | Japón                                      | 97–69                                 | Italia                                             | Puerto Montt                                                                            |  |
| 11:15       | Parciales: 33-22, 18-18, 24-17, 22-12      | Parciales: 33-22, 18-18, 24-17, 22-12 | Parciales: 33-22, 18-18, 24-17, 22-12              |                                                                                         |  |
|             | Estadísticas Takada 31 Machida 9 Machida 6 | Reporte Pts Reb Asts                  | Estadísticas 17 Maffenini 8 Formica 2 Dotto, Zanin | Pabellón: Arena Puerto Montt Árbitros: Fabricio Leonardo Vito Carole Delauné Kim Bo-Hui |  |

| 25 de julio | Rusia                                           | 50–66                             | Canadá                                                  | Puerto Montt                                                                                          |  |
| 13:30       | Parciales: 8-18, 6-26, 30-14, 6-8               | Parciales: 8-18, 6-26, 30-14, 6-8 | Parciales: 8-18, 6-26, 30-14, 6-8                       | |  |
|             | Estadísticas Poluyanova 11 Efimova 7 Kubynina 3 | Reporte Pts Reb Asts              | Estadísticas 22 Fields 10 K. Plouffe 2 cuatro jugadoras | Pabellón: Arena Puerto Montt Árbitros: Juan Carlos García González Grzegorz Ziemblicki Heba El-Hadidy |  |

| 25 de julio | Estados Unidos                             | 80–77                                 | China                                 | Puerto Montt |  |
| 16:30       | Parciales: 19-17, 15-15, 24-14, 22-31      | Parciales: 19-17, 15-15, 24-14, 22-31 | Parciales: 19-17, 15-15, 24-14, 22-31 | |  |
|             | Estadísticas Lewis 19 Williams 9 Hartley 5 | Reporte Pts Reb Asts                  | Estadísticas 23 Zuo 7 Liang 4 Zuo     | Pabellón: Arena Puerto Montt Árbitros: Patricio Enrique Menares Vásquez Matthew John Beattie Ndeye Aissatou Diagne |  |

Jornada 2
| 26 de julio | China                               | 53–65                               | Rusia                                             | Puerto Montt                                                                                |  |
| 11:15       | Parciales: 4-10, 21-20, 19-17, 9-18 | Parciales: 4-10, 21-20, 19-17, 9-18 | Parciales: 4-10, 21-20, 19-17, 9-18               |                                                                                             |  |
|             | Estadísticas Yu 13 Jin 7 Yang X. 3  | Reporte Pts Reb Asts                | Estadísticas 20 Tikhonenko 8 Tikhonenko 2 Stolyar | Pabellón: Arena Puerto Montt Árbitros: Meadow Overstreet Rüstü Nuran Fabricio Leonardo Vito |  |

| 26 de julio | Canadá                                                     | 68–60                                | Japón                                      | Puerto Montt                                                                                              |  |
| 13:30       | Parciales: 19-17, 22-12, 14-23, 13-8                       | Parciales: 19-17, 22-12, 14-23, 13-8 | Parciales: 19-17, 22-12, 14-23, 13-8       | |  |
|             | Estadísticas Agunbiade 21 Agunbiade 10 Lukan, M. Plouffe 2 | Reporte Pts Reb Asts                 | Estadísticas 20 Motokawa 8 Uchino, Machida | Pabellón: Arena Puerto Montt Árbitros: Juan Carlos García González Tomas Jasevičius Yuliet Méndez Álvarez |  |

| 26 de julio | Italia                                      | 60–94                                 | Estados Unidos                                 | Puerto Montt |  |
| 16:30       | Parciales: 13-31, 15-20, 13-22, 19-21       | Parciales: 13-31, 15-20, 13-22, 19-21 | Parciales: 13-31, 15-20, 13-22, 19-21          | |  |
|             | Estadísticas Cigliani 11 Cigliani 4 Dotto 3 | Reporte Pts Reb Asts                  | Estadísticas 17 Burdick 9 Burdick 9 Massengale | Pabellón: Arena Puerto Montt Árbitros: Patricio Enrique Menares Vásquez Gillian Lesli Ann Martindale Heba El-Hadidy |  |

Jornada 3
| 27 de julio | Japón                                     | 59–87                                 | China                                 | Puerto Montt                                                                                           |  |
| 09:00       | Parciales: 16-42, 13-17, 11-25, 19-21     | Parciales: 16-42, 13-17, 11-25, 19-21 | Parciales: 16-42, 13-17, 11-25, 19-21 | |  |
|             | Estadísticas Takada 11 Takada 6 Machida 4 | Reporte Pts Reb Asts                  | Estadísticas 24 Ma 19 Ma 5 Zuo        | Pabellón: Arena Puerto Montt Árbitros: Juan Carlos García González Jonathan Ernest Hunt Heba El-Hadidy |  |

| 27 de julio | Rusia                                                          | 62–55                                | Italia                                               | Puerto Montt                                                                                     |  |
| 11:15       | Parciales: 13-16, 5-16, 27-10, 17-13                           | Parciales: 13-16, 5-16, 27-10, 17-13 | Parciales: 13-16, 5-16, 27-10, 17-13                 |                                                                                                  |  |
|             | Estadísticas Stolyar 21 Tikhonenko 22 Tikhonenko, Poluyanova 3 | Reporte Pts Reb Asts                 | Estadísticas 20 Maffenini 13 Diene 2 Dotto, Cigliani | Pabellón: Arena Puerto Montt Árbitros: Grzegorz Ziemblicki José Quiñones Gonzales Atanu Banerjee |  |

| 27 de julio | Estados Unidos                                                       | 52–64                                | Canadá                                              | Puerto Montt                                                                 |  |
| 13:30       | Parciales: 10-20, 13-9, 16-12, 13-23                                 | Parciales: 10-20, 13-9, 16-12, 13-23 | Parciales: 10-20, 13-9, 16-12, 13-23                |                                                                              |  |
|             | Estadísticas Massengale 17 Massengale, Lewis 6 Hartley, Massengale 2 | Reporte Pts Reb Asts                 | Estadísticas 24 M. Plouffe 9 Agunbiade 3 M. Plouffe | Pabellón: Arena Puerto Montt Árbitros: Rüstü Nuran Carole Delauné Kim Bo-Hui |  |

### Grupo F
| Pos. | Equipo       | PJ | G | P | PF  | PC  | DP   | Pts | Clasificación    |
| ---- | ------------ | -- | - | - | --- | --- | ---- | --- | ---------------- |
| 1    | Brasil       | 6  | 5 | 1 | 435 | 331 | +104 | 11  | Cuartos de final |
| 2    | Australia    | 6  | 5 | 1 | 365 | 273 | +92  | 11  | Cuartos de final |
| 3    | Francia      | 6  | 5 | 1 | 322 | 270 | +52  | 11  | Cuartos de final |
| 4    | España       | 6  | 3 | 3 | 415 | 346 | +69  | 9   | Cuartos de final |
| 5    | China Taipéi | 6  | 2 | 4 | 349 | 442 | −93  | 8   | Cuadro 9º-12º    |
| 6    | Chile        | 6  | 1 | 5 | 244 | 364 | −120 | 7   | Cuadro 9º-12º    |

 Fuente: FIBA
Notas:
1. 1 2 3  Brasil: 3 pts. (1–1), +16 DP; Australia: 3 pts. (1–1), -6 DP; Francia: 3 pts. (1–1), -10 DP

Jornada 1
| 25 de julio | Brasil                                    | 79–53                                | Chile                                    | Puerto Montt                                                                                        |  |
| 18:45       | Parciales: 19-9, 25-15, 19-13, 16-16      | Parciales: 19-9, 25-15, 19-13, 16-16 | Parciales: 19-9, 25-15, 19-13, 16-16     | |  |
|             | Estadísticas Dantas 22 Dantas 18 Ramona 5 | Reporte Pts Reb Asts                 | Estadísticas 13 Rojas 6 Rojas 3 Mansilla | Pabellón: Arena Puerto Montt Árbitros: Tomas Jasevičius Gillian Lesli Ann Martindale Atanu Banerjee |  |

| 25 de julio | España                                       | 55–57                                | Francia                                           | Puerto Varas                                                                                             |  |
| 20:15       | Parciales: 16-14, 8-12, 16-15, 15-16         | Parciales: 16-14, 8-12, 16-15, 15-16 | Parciales: 16-14, 8-12, 16-15, 15-16              | |  |
|             | Estadísticas Ortiz 21 Ortiz, Gil 7 E. Díaz 3 | Reporte Pts Reb Asts                 | Estadísticas 15 Konteh 10 Djaldi-Tabdi 2 Degorces | Pabellón: Gimnasio Municipal Puerto Varas Árbitros: Rüstü Nuran José Quiñones Gonzalez Meadow Overstreet |  |

| 25 de julio | China Taipéi                             | 46–89                                 | Australia                                    | Puerto Montt                                                                                   |  |
| 21:00       | Parciales:' 9-20, 13-23, 11-23, 13-23    | Parciales:' 9-20, 13-23, 11-23, 13-23 | Parciales:' 9-20, 13-23, 11-23, 13-23        |                                                                                                |  |
|             | Estadísticas Wei 15 Chang 7 Cheng, Lin 2 | Reporte Pts Reb Asts                  | Estadísticas 18 Roberts 11 Clydesdale 7 Cole | Pabellón: Arena Puerto Montt Árbitros: Jonathan Ernest Hunt Shoko Suguro Yuliet Méndez Álvarez |  |

Jornada 2
| 26 de julio | Chile                                           | 41–66                              | China Taipéi                              | Puerto Montt                                                                       |  |
| 18:45       | Parciales: 8-18, 7-21, 17-12, 9-15              | Parciales: 8-18, 7-21, 17-12, 9-15 | Parciales: 8-18, 7-21, 17-12, 9-15        |                                                                                    |  |
|             | Estadísticas Rojas 9 García 5 cinco jugadoras 1 | Reporte Pts Reb Asts               | Estadísticas 17 Liu 10 Lin 3 Cheng, Huang | Pabellón: Arena Puerto Montt Árbitros: Srdan Dozai Kim Bo-Hui Matthew John Beattie |  |

| 26 de julio | Francia                                                  | 67–55                                | Brasil                                               | Puerto Varas                                                                                              |  |
| 20:15       | Parciales: 18-13, 17-12, 16-22, 16-8                     | Parciales: 18-13, 17-12, 16-22, 16-8 | Parciales: 18-13, 17-12, 16-22, 16-8                 | |  |
|             | Estadísticas Ayayi 15 Djaldi-Tabdi 10 Degorces, Konteh 5 | Reporte Pts Reb Asts                 | Estadísticas 25 Dantas 10 Dantas 2 Carcavalli, Silva | Pabellón: Gimnasio Municipal Puerto Varas Árbitros: Jonathan Ernest Hunt Shoko Suguro Grzegorz Ziemblicki |  |

| 26 de julio | Australia                                | 56–61                                 | España                                 | Puerto Montt                                                                 |  |
| 21:00       | Parciales: 14-17, 22-12, 12-21, 17-11    | Parciales: 14-17, 22-12, 12-21, 17-11 | Parciales: 14-17, 22-12, 12-21, 17-11  |                                                                              |  |
|             | Estadísticas Tippet 15 Tippett 10 Cole 6 | Reporte Pts Reb Asts                  | Estadísticas 17 Ndour 13 Ndour 3 Ortiz | Pabellón: Arena Puerto Montt Árbitros: Robeto Chiari Elena Chernova Duan Zhu |  |

Jornada 3
| 27 de julio | China Taipéi                                  | 57–74                                | Francia                                                     | Puerto Montt                                                                                       |  |
| 16:30       | Parciales: 16-19, 9-18, 16-19, 16-18          | Parciales: 16-19, 9-18, 16-19, 16-18 | Parciales: 16-19, 9-18, 16-19, 16-18                        | |  |
|             | Estadísticas Wang 11 Liu, Huang 5 Liu, Wang 2 | Reporte Pts Reb Asts                 | Estadísticas 16 Akmouche 8 Joseph 2 Bouzenna, Ayayi, Joseph | Pabellón: Arena Puerto Montt Árbitros: Fabricio Leonardo Vito Elena Chernova Ndeye Aissatou Diagne |  |

| 27 de julio | España                                         | 83–48                                | Chile                                                | Puerto Montt                                                                             |  |
| 18:45       | Parciales: 20-11, 19-13, 21-6, 23-18           | Parciales: 20-11, 19-13, 21-6, 23-18 | Parciales: 20-11, 19-13, 21-6, 23-18                 |                                                                                          |  |
|             | Estadísticas Ndour 15 Ndour 10 Ortiz, España 4 | Reporte Pts Reb Asts                 | Estadísticas 14 Mansilla 6 Mansilla, Tapia 3 Fuentes | Pabellón: Arena Puerto Montt Árbitros: Roberto Chiari Yuliet Méndez Álvarez Shoko Suguro |  |

| 27 de julio | Brasil                                    | 75–47                               | Australia                               | Puerto Montt                                                                          |  |
| 21:00       | Parciales: 8-10, 22-19, 27-10, 18-8       | Parciales: 8-10, 22-19, 27-10, 18-8 | Parciales: 8-10, 22-19, 27-10, 18-8     |                                                                                       |  |
|             | Estadísticas Dantas 24 Dantas 16 Dantas 3 | Reporte Pts Reb Asts                | Estadísticas 14 Allen 12 Roberts 8 Cole | Pabellón: Arena Puerto Montt Árbitros: Srdan Dozai Tomas Jasevičius Meadow Overstreet |  |

## Partidos de clasificación

### Cuadro por el 13º-16º lugar
|  | Semifinales 13º-16º | Semifinales 13º-16º |           |           | Partido 13º lugar | Partido 13º lugar |  |
|  | 25 de julio         | 25 de julio         |           |           | 26 de julio       | 26 de julio       |  |
|  |                     |                     |           |           |                   |                   |  |
|  |                     |                     |           |           |                   |                   |  |
|  | Egipto              | 73                  |           |           |                   |                   |  |
|  | Egipto              | 73                  |           |           |                   |                   |  |
|  | Argentina           | 94                  |           |           |                   |                   |  |
|  | Argentina           | 94                  |           | Argentina | 89                |                   |  |
|  |                     |                     |           | Argentina | 89                |                   |  |
|  |                     |                     | Eslovenia | 69        |                   |                   |  |
|  | Nigeria             | 0                   | Eslovenia | 69        |                   |                   |  |
|  | Nigeria             | 0                   |           |           |                   |                   |  |
|  | Eslovenia           | 20                  |           |           | Partido 15º lugar | Partido 15º lugar |  |
|  | Eslovenia           | 20                  |           |           | Partido 15º lugar | Partido 15º lugar |  |
|  |                     |                     |           |           |                   |                   |  |
|  |                     |                     |           |           | Egipto            | 20                |  |
|  |                     |                     |           |           | Egipto            | 20                |  |
|  |                     |                     |           |           | Nigeria           | 0                 |  |
|  |                     |                     |           |           | Nigeria           | 0                 |  |
|  |                     |                     |           |           |                   |                   |  |

#### Semifinales del 13º-16º lugar
| 25 de julio | Nigeria | 0–20 | Eslovenia | Puerto Varas                              |
| 09:00       |         |      |           |                                           |
|             |         |      |           | Pabellón: Gimnasio Municipal Puerto Varas |

| 25 de julio | Egipto                                | 73–94                                | Argentina                                   | Puerto Varas                                                                            |  |
| 18.00       | Parciales: 8-18, 16-26, 17-24, 32-26  | Parciales: 8-18, 16-26, 17-24, 32-26 | Parciales: 8-18, 16-26, 17-24, 32-26        |                                                                                         |  |
|             | Estadísticas Amer 29 Amer 14 Moussa 4 | Reporte Pts Reb Asts                 | Estadísticas 20 Díaz 11 Fiorotto 10 Gretter | Pabellón: Gimnasio Municipal Puerto Varas Árbitros: Srdan Dozai Elena Chernova Duan Zhu |  |

#### Partido por el 15º lugar
| 26 de julio | Egipto | 20–0 | Nigeria | Puerto Montt                 |
| 09:00       |        |      |         |                              |
|             |        |      |         | Pabellón: Arena Puerto Montt |

#### Partido por el 13º lugar
| 27 de julio | Argentina                                    | 89–69                                | Eslovenia                               | Puerto Montt                                                                                |  |
| 18:00       | Parciales: 18-20, 22-16, 23-27, 26-6         | Parciales: 18-20, 22-16, 23-27, 26-6 | Parciales: 18-20, 22-16, 23-27, 26-6    |                                                                                             |  |
|             | Estadísticas Gretter 25 Cabrera 10 Gretter 5 | Reporte Pts Reb Asts                 | Estadísticas 27 Barič 7 Gortnar 4 Barič | Pabellón: Arena Puerto Montt Árbitros: Carole Delauné José Quiñones Gonzales Atanu Banerjee |  |

### Cuadro por el 9º-12º lugar
|  | Semifinales 9º-12º | Semifinales 9º-12º |       |        | Partido 9º lugar  | Partido 9º lugar  |  |
|  | 29 de julio        | 29 de julio        |       |        | 30 de julio       | 30 de julio       |  |
|  |                    |                    |       |        |                   |                   |  |
|  |                    |                    |       |        |                   |                   |  |
|  | Italia             | 67                 |       |        |                   |                   |  |
|  | Italia             | 67                 |       |        |                   |                   |  |
|  | Chile              | 48                 |       |        |                   |                   |  |
|  | Chile              | 48                 |       | Italia | 62                |                   |  |
|  |                    |                    |       | Italia | 62                |                   |  |
|  |                    |                    | China | 66     |                   |                   |  |
|  | China              | 88                 | China | 66     |                   |                   |  |
|  | China              | 88                 |       |        |                   |                   |  |
|  | China Taipéi       | 50                 |       |        | Partido 11º lugar | Partido 11º lugar |  |
|  | China Taipéi       | 50                 |       |        | Partido 11º lugar | Partido 11º lugar |  |
|  |                    |                    |       |        |                   |                   |  |
|  |                    |                    |       |        | Chile             | 49                |  |
|  |                    |                    |       |        | Chile             | 49                |  |
|  |                    |                    |       |        | China Taipéi      | 86                |  |
|  |                    |                    |       |        | China Taipéi      | 86                |  |
|  |                    |                    |       |        |                   |                   |  |

#### Semifinales del 9º-12º lugar
| 29 de julio | Italia                                                                 | 67–48                               | Chile                                            | Puerto Montt                                                                                 |  |
| 09:00       | Parciales: 24-11, 10-17, 24-8, 9-12                                    | Parciales: 24-11, 10-17, 24-8, 9-12 | Parciales: 24-11, 10-17, 24-8, 9-12              |                                                                                              |  |
|             | Estadísticas Maffenini 13 Carangelo, Cigliani 8 Carangelo, Maffenini 3 | Reporte Pts Reb Asts                | Estadísticas 14 Serrano 7 Tapia 2 Tapia, Serrano | Pabellón: Arena Puerto Montt Árbitros: Tomas Jasevičius Heba El-Hadidy Ndeye Aissatou Diagne |  |

| 29 de julio | China                                              | 88–50                                | China Taipéi                         | Puerto Montt |  |
| 11:15       | Parciales: 19-17, 20-6, 23-11, 26-16               | Parciales: 19-17, 20-6, 23-11, 26-16 | Parciales: 19-17, 20-6, 23-11, 26-16 | |  |
|             | Estadísticas Yang L. 14 Liang 9 cuatro jugadoras 3 | Reporte Pts Reb Asts                 | Estadísticas 12 Lin 11 Chang 5 Chang | Pabellón: Arena Puerto Montt Árbitros: Srdan Dozai Patricio Enrique Menares Vasquez Gillian Lesli Ann Martindale |  |

#### Partido por el 11º lugar
| 30 de julio | Chile                                       | 49–86                                | China Taipéi                         | Puerto Montt                                                                                                   |  |
| 09:00       | Parciales: 9-25, 13-16, 10-20, 17-25        | Parciales: 9-25, 13-16, 10-20, 17-25 | Parciales: 9-25, 13-16, 10-20, 17-25 | |  |
|             | Estadísticas Serrano 11 Videla 5 Mansilla 4 | Reporte Pts Reb Asts                 | Estadísticas 15 Lin 12 Cheng 6 Chang | Pabellón: Arena Puerto Montt Árbitros: Juan Carlos García González Yuliet Méndez Álvarez Ndeye Aissatou Diagne |  |

#### Partido por el 9º lugar
| 30 de julio | Italia                                      | 62–66                                | China                                | Puerto Montt                                                                                              |  |
| 11:15       | Parciales: 11-23, 9-16, 15-11, 27-16        | Parciales: 11-23, 9-16, 15-11, 27-16 | Parciales: 11-23, 9-16, 15-11, 27-16 | |  |
|             | Estadísticas Formica 23 Diene 7 Carangelo 3 | Reporte Pts Reb Asts                 | Estadísticas 25 Yu 10 Ma, Yu 3 Jin   | Pabellón: Arena Puerto Montt Árbitros: Fabricio Leonardo Vito Patricio Enrique Menares Vasquez Kim Bo-Hui |  |

## Fase final
|  | Cuartos de final | Cuartos de final |                |        | Semifinales | Semifinales |           |            | Final       | Final       |  |
|  | 29 de julio      | 29 de julio      |                |        | 30 de julio | 30 de julio |           |            | 31 de julio | 31 de julio |  |
|  |                  |                  |                |        |             |             |           |            |             |             |  |
|  |                  |                  |                |        |             |             |           |            |             |             |  |
|  | Canadá           | 55               |                |        |             |             |           |            |             |             |  |
|  | Canadá           | 55               |                |        |             |             |           |            |             |             |  |
|  | España           | 69               |                |        |             |             |           |            |             |             |  |
|  | España           | 69               |                | España | 55          |             |           |            |             |             |  |
|  |                  |                  |                | España | 55          |             |           |            |             |             |  |
|  |                  |                  | Australia      | 49     |             |             |           |            |             |             |  |
|  | Japón            | 83               | Australia      | 49     |             |             |           |            |             |             |  |
|  | Japón            | 83               |                |        |             |             |           |            |             |             |  |
|  | Australia        | 92               |                |        |             |             |           |            |             |             |  |
|  | Australia        | 92               |                |        |             |             |           | España     | 46          |             |  |
|  |                  |                  |                |        |             |             |           | España     | 46          |             |  |
|  |                  |                  | Estados Unidos | 69     |             |             |           |            |             |             |  |
|  | Rusia            | 71               | Estados Unidos | 69     |             |             |           |            |             |             |  |
|  | Rusia            | 71               |                |        |             |             |           |            |             |             |  |
|  | Brasil           | 73               |                |        |             |             |           |            |             |             |  |
|  | Brasil           | 73               |                | Brasil | 66          |             |           | 3.º puesto | 3.º puesto  |             |  |
|  |                  |                  |                | Brasil | 66          |             |           | 3.º puesto | 3.º puesto  |             |  |
|  |                  |                  | Estados Unidos | 82     |             |             |           |            |             |             |  |
|  | Estados Unidos   | 70               | Estados Unidos | 82     |             |             | Australia | 67         |             |             |  |
|  | Estados Unidos   | 70               |                |        |             |             | Australia | 67         |             |             |  |
|  | Francia          | 64               |                |        |             |             |           |            | Brasil      | 70          |  |
|  | Francia          | 64               |                |        |             |             |           |            | Brasil      | 70          |  |
|  |                  |                  |                |        |             |             |           |            |             |             |  |

### Cuartos de final
| 29 de julio | Canadá                                                     | 55–69                                 | España                                                  | Puerto Montt                                                                       |  |
| 13:30       | Parciales: 10-17, 16-18, 13-15, 16-19                      | Parciales: 10-17, 16-18, 13-15, 16-19 | Parciales: 10-17, 16-18, 13-15, 16-19                   |                                                                                    |  |
|             | Estadísticas Fields 14 K. Plouffe 7 Williams, K. Plouffe 2 | Reporte Pts Reb Asts                  | Estadísticas 19 Ndour 8 Ndour 3 Zanoguera, Ortiz, Casas | Pabellón: Arena Puerto Montt Árbitros: Grzegorz Ziemblicki Elena Chernova Duan Zhu |  |

| 29 de julio | Japón                                                 | 83–92                                 | Australia                              | Puerto Montt                                                                                       |  |
| 16:30       | Parciales: 15-21, 26-19, 26-32, 16-20                 | Parciales: 15-21, 26-19, 26-32, 16-20 | Parciales: 15-21, 26-19, 26-32, 16-20  | |  |
|             | Estadísticas Takada 23 Machida 11 Motokawa, Machida 5 | Reporte Pts Reb Asts                  | Estadísticas 17 Cole 17 Roberts 6 Cole | Pabellón: Arena Puerto Montt Árbitros: José Quiñones Gonzales Carole Delauné Yuliet Méndez Álvarez |  |

| 29 de julio | Estados Unidos                               | 70–64                                | Francia                                  | Puerto Montt                                                                              |  |
| 18:45       | Parciales: 11-23, 14-7, 22-19, 23-15         | Parciales: 11-23, 14-7, 22-19, 23-15 | Parciales: 11-23, 14-7, 22-19, 23-15     |                                                                                           |  |
|             | Estadísticas Stewart 21 Stewart 13 Hartley 5 | Reporte Pts Reb Asts                 | Estadísticas 19 Ayayi 8 Ayayi 7 Degorces | Pabellón: Arena Puerto Montt Árbitros: Roberto Chiari Fabricio Leonardo Vito Shoko Suguro |  |

| 29 de julio | Rusia                                           | 71–73                                 | Brasil                                        | Puerto Montt                                                                       |  |
| 21:00       | Parciales: 13-22, 19-19, 20-13, 19-19           | Parciales: 13-22, 19-19, 20-13, 19-19 | Parciales: 13-22, 19-19, 20-13, 19-19         |                                                                                    |  |
|             | Estadísticas Stolyar 21 Poluyanova 17 Efimova 5 | Reporte Pts Reb Asts                  | Estadísticas 23 Dantas 17 Dantas 2 Carcavalli | Pabellón: Arena Puerto Montt Árbitros: Jonathan Ernest Hunt Rüstü Nuran Kim Bo-Hui |  |

### Cuadro por el 5º-8º lugar
|  | Semifinales 5º-8º | Semifinales 5º-8º |         |        | Partido 5º lugar | Partido 5º lugar |  |
|  | 30 de julio       | 30 de julio       |         |        | 31 de julio      | 31 de julio      |  |
|  |                   |                   |         |        |                  |                  |  |
|  |                   |                   |         |        |                  |                  |  |
|  | Canadá            | 77                |         |        |                  |                  |  |
|  | Canadá            | 77                |         |        |                  |                  |  |
|  | Japón             | 71                |         |        |                  |                  |  |
|  | Japón             | 71                |         | Canadá | 70               |                  |  |
|  |                   |                   |         | Canadá | 70               |                  |  |
|  |                   |                   | Francia | 52     |                  |                  |  |
|  | Francia           | 82                | Francia | 52     |                  |                  |  |
|  | Francia           | 82                |         |        |                  |                  |  |
|  | Rusia             | 50                |         |        | Partido 7º lugar | Partido 7º lugar |  |
|  | Rusia             | 50                |         |        | Partido 7º lugar | Partido 7º lugar |  |
|  |                   |                   |         |        |                  |                  |  |
|  |                   |                   |         |        | Japón            | 71               |  |
|  |                   |                   |         |        | Japón            | 71               |  |
|  |                   |                   |         |        | Rusia            | 66               |  |
|  |                   |                   |         |        | Rusia            | 66               |  |
|  |                   |                   |         |        |                  |                  |  |

#### Semifinales del 5º–8º lugar
| 30 de julio | Canadá                                                       | 77–71                                 | Japón                                       | Puerto Montt                                                                             |  |
| 13:30       | Parciales: 27-17, 20-11, 14-11, 16-32                        | Parciales: 27-17, 20-11, 14-11, 16-32 | Parciales: 27-17, 20-11, 14-11, 16-32       |                                                                                          |  |
|             | Estadísticas M. Plouffe 19 Williams, M. Plouffe 8 Williams 3 | Reporte Pts Reb Asts                  | Estadísticas 29 Takada 8 Machida 11 Machida | Pabellón: Arena Puerto Montt Árbitros: Rüstü Nuran Duan Zhu Gillian Lesli Ann Martindale |  |

| 30 de julio | Francia                                              | 82–50                                | Rusia                                                         | Puerto Montt                                                                                |  |
| 16:30       | Parciales: 12-15, 20-13, 22-14, 28-8                 | Parciales: 12-15, 20-13, 22-14, 28-8 | Parciales: 12-15, 20-13, 22-14, 28-8                          |                                                                                             |  |
|             | Estadísticas Fouasseau 17 Djaldi-Tabdi 11 Degorces 4 | Reporte Pts Reb Asts                 | Estadísticas 8 Tikhonenko, Poluyanova 7 Tikhonenko 4 Kubynina | Pabellón: Arena Puerto Montt Árbitros: Grzegorz Ziemblicki Meadow Overstreet Atanu Banerjee |  |

#### Partido por el 7º lugar
| 31 de julio | Japón                                              | 71–66                                | Rusia                                                  | Puerto Montt                                                                                        |  |
| 11:15       | Parciales: 18-15, 21-20, 14-22, 18-9               | Parciales: 18-15, 21-20, 14-22, 18-9 | Parciales: 18-15, 21-20, 14-22, 18-9                   | |  |
|             | Estadísticas Takada 19 Sezaki, Machida 9 Machida 6 | Reporte Pts Reb Asts                 | Estadísticas 21 Tikhonenko 17 Tikhonenko 6 Fedorenkova | Pabellón: Arena Puerto Montt Árbitros: José Quiñones Gonzales Fabricio Leonardo Vito Heba El-Hadidy |  |

#### Partido por el 5º lugar
| 31 de julio | Canadá                                                      | 70–52                               | Francia                                           | Puerto Montt                                                                                     |  |
| 13:30       | Parciales: 27-18, 9-14, 14-9, 20-11                         | Parciales: 27-18, 9-14, 14-9, 20-11 | Parciales: 27-18, 9-14, 14-9, 20-11               |                                                                                                  |  |
|             | Estadísticas Fields 18 Agunbiade, K. Plouffe 7 M. Plouffe 4 | Reporte Pts Reb Asts                | Estadísticas 14 Konteh 10 Djaldi-Tabdi 4 Degorces | Pabellón: Arena Puerto Montt Árbitros: Srdan Dozai Patricio Enrique Menares Vasquez Shoko Suguro |  |

### Semifinales
| 30 de julio | España                                 | 55–49                               | Australia                                 | Puerto Montt                                                                            |  |
| 18:45       | Parciales: 16-15, 8-5, 13-15, 18-14    | Parciales: 16-15, 8-5, 13-15, 18-14 | Parciales: 16-15, 8-5, 13-15, 18-14       |                                                                                         |  |
|             | Estadísticas Ndour 13 Ndour 13 Ortiz 5 | Reporte Pts Reb Asts                | Estadísticas 14 Cole 7 Allen 2 Clydesdale | Pabellón: Arena Puerto Montt Árbitros: Roberto Chiari Jonathan Ernest Hunt Shoko Suguro |  |

| 30 de julio | Estados Unidos                                          | 82–66                                 | Brasil                                       | Puerto Montt                                                                       |  |
| 21:00       | Parciales: 20-15, 29-21, 17-16, 16-14                   | Parciales: 20-15, 29-21, 17-16, 16-14 | Parciales: 20-15, 29-21, 17-16, 16-14        |                                                                                    |  |
|             | Estadísticas Hartley 20 Burdick, Stewart 9 Massengale 9 | Reporte Pts Reb Asts                  | Estadísticas 13 Dantas 8 Dantas 3 Carcavalli | Pabellón: Arena Puerto Montt Árbitros: Srdan Dozai Tomas Jasevičius Elena Chernova |  |

### Partido por la medalla de bronce
| 31 de julio | Australia                                      | 67–70                                 | Brasil                                     | Puerto Montt                                                                                             |  |
| 16:30       | Parciales: 16-20, 19-13, 10-18, 22-19          | Parciales: 16-20, 19-13, 10-18, 22-19 | Parciales: 16-20, 19-13, 10-18, 22-19      | |  |
|             | Estadísticas Allen, Roberts 16 Allen 12 Cole 7 | Reporte Pts Reb Asts                  | Estadísticas 26 Dantas 13 Dantas 4 Martins | Pabellón: Arena Puerto Montt Árbitros: Juan Carlos García González Grzegorz Ziemblicki Meadow Overstreet |  |

### Final
| 30 de julio | España                                    | 46–69                                | Estados Unidos                                             | Puerto Montt                                                                  |  |
| 18:45       | Parciales: 15-25, 7-12, 14-19, 10-13      | Parciales: 15-25, 7-12, 14-19, 10-13 | Parciales: 15-25, 7-12, 14-19, 10-13                       |                                                                               |  |
|             | Estadísticas Ndour 10 Ndour 6 Zanoguera 3 | Reporte Pts Reb Asts                 | Estadísticas tres jugadoras 15 Adams, Lewis 8 Massengale 7 | Pabellón: Arena Puerto Montt Árbitros: Roberto Chiari Carole Delauné Duan Zhu |  |

| Bandera de Estados Unidos         |
| Campeón Estados Unidos 5.° título |

## Medallero
| España | Estados Unidos | Brasil |

## Clasificación final
| Pos.              | Equipo         | Pts | G-P | PF  | PC  | Dif. |
| ----------------- | -------------- | --- | --- | --- | --- | ---- |
| Medalla de oro    | Estados Unidos | 17  | 8-1 | 691 | 542 | +149 |
| Medalla de plata  | España         | 14  | 5-4 | 585 | 519 | +66  |
| Medalla de bronce | Brasil         | 16  | 7-2 | 644 | 551 | +93  |
| 4                 | Australia      | 15  | 6-3 | 573 | 481 | +92  |
| 5                 | Canadá         | 17  | 8-1 | 650 | 508 | +142 |
| 6                 | Francia        | 15  | 6-3 | 520 | 460 | +60  |
| 7                 | Japón          | 13  | 4-5 | 684 | 679 | +5   |
| 8                 | Rusia          | 12  | 3-6 | 551 | 617 | -66  |
| 9                 | China          | 12  | 4-4 | 577 | 529 | +48  |
| 10                | Italia         | 11  | 3-5 | 508 | 562 | -54  |
| 11                | China Taipéi   | 11  | 3-5 | 485 | 579 | -94  |
| 12                | Chile          | 9   | 1-7 | 341 | 417 | +76  |
| 13                | Argentina      | 7   | 2-3 | 354 | 385 | -31  |
| 14                | Eslovenia      | 6   | 1-4 | 270 | 314 | -44  |
| 15                | Egipto         | 6   | 1-4 | 270 | 360 | -90  |
| 16                | Nigeria        | 5   | 0-5 | 0   | 100 | -100 |

## Premios
| Quinteto ideal                                                          |
| ----------------------------------------------------------------------- |
| Damiris Dantas Rui Machida Ariel Massengale Breanna Stewart Astou Ndour |
| MVP: Damiris Dantas                                                     |